# Hesperisternia
Hesperisternia is een geslacht van weekdieren uit de klasse van de Gastropoda (slakken).

## Soorten
- Hesperisternia elegans (Dall, 1908)
- Hesperisternia grandana (Abbott, 1986)
- Hesperisternia harasewychi (Petuch, 1987)
- Hesperisternia jugosa (C. B. Adams, 1852)
- Hesperisternia karinae (Nowell-Usticke, 1959)
- Hesperisternia multangula (Philippi, 1848)
- Hesperisternia panamica (Hertlein & Strong, 1951)
- Hesperisternia shaskyi (Berry, 1959)
- Hesperisternia sulzyckii Petuch & R. F. Myers, 2014
- Hesperisternia vibex (Broderip, 1833)
- Hesperisternia waltonia J. Gardner, 1944 †